# 177

## Události

#### Probíhající události
- 165–180: Antoninský mor

## Hlavy států
- Papež – Eleutherus (174/175–185/193)
- Římská říše – Marcus Aurelius (161–180) + Commodus (177–192 spoluvládce)
- Parthská říše – Vologaisés IV. (147/148–191/192)
- Kušánská říše – Huviška (151–190)
- Čína, dynastie Chan (206 př. n. l. – 220 n. l.)
- Japonsko (region Jamataikoku) – královna Himiko (175–248)